# Kampong Cham
Kampong Cham is een stad in Cambodja en is de hoofdplaats van de provincie Kampong Cham.
Kampong Cham telt ongeveer 62.000 inwoners.

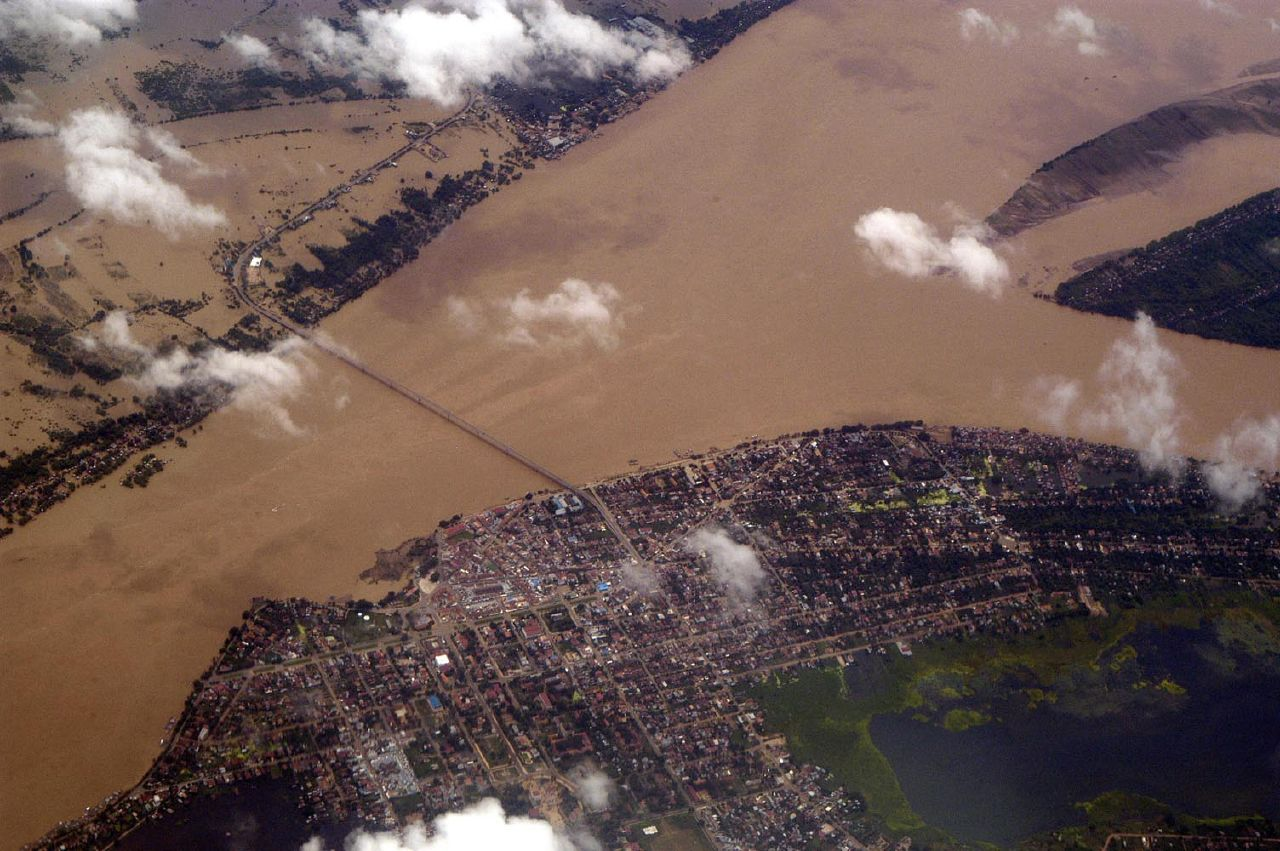
Luchtfoto van Kampong Cham
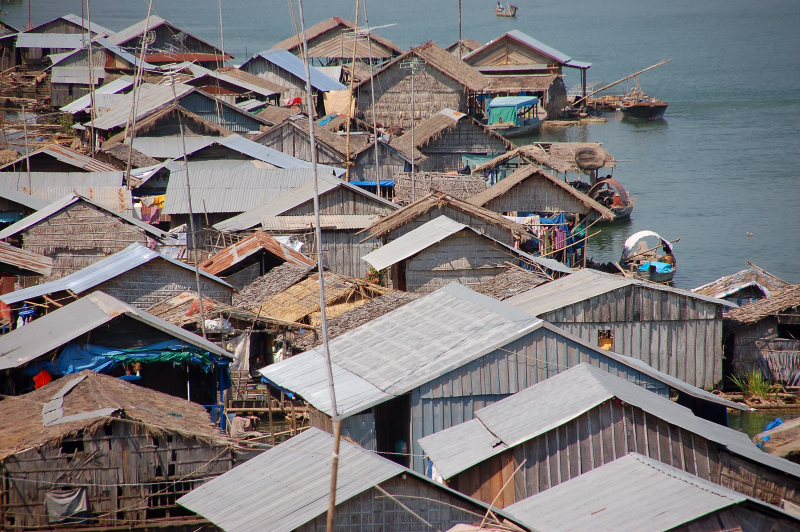
"Drijvend dorp"